# Темен
Темен (на гръцки: Τήμενος, Tēmenos; на латински: Temenus) е в гръцката митология цар на Аргос, от рода на Хераклидите, управлявал в края на 12 – началото на 11 век пр.н.е.
Той е син на Аристомах и брат на Кресфонт и Аристодем. Той е баща на Кейс, Керин, Фалк, Агелаос, Аграиос, Еврифил, Калиас, Истмиос, Клит и на Хирнето.
Той е праправнук на Херакъл и ръководи войската на дорийците при завладяването на Пелопонес. Чрез жребий разделят Пелопоннес между синовете на Аристомах и Аристодем.
Темен става цар на Аргос, който преди това е управляван от Тисамен. Негов главнокомандващ на войската става Деифонт, съпругът на дъщеря му Хирнето. Синовете на Темен се страхуват, че Деифонт може да стане цар на Аргос, затова убиват баща си и изгонват Хирнето и нейния съпруг.
Темен е погребан близо до Аргос. Селището е наречено на него Теменес. Темен е основател на царската фамилия Темениди, Теменидски, от която произлиза македонската царска фамилия Аргеади.